# Ferdinand von Lindemann

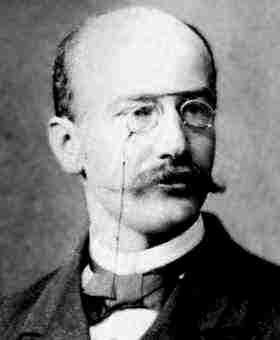
Ferdinand von Lindemann

Carl Louis Ferdinand Lindemann, ab 1918 Ritter von Lindemann (* 12. April 1852 in Hannover; † 6. März 1939 in München) war ein deutscher Mathematiker.

## Leben und Wirken
Die Familie Lindemann zog 1854 nach Schwerin um, wo der Vater eine Anstellung in leitender Position in der Gasfabrik seines Bruders antrat. Ferdinand Lindemann legte 1870 sein Abitur in Schwerin ab und begann zum Wintersemester 1870/71 das Studium der Mathematik in Göttingen. Im Sommersemester 1871 hörte Lindemann die Vorlesungen von Alfred Clebsch und machte hiervon detaillierte Aufzeichnungen. Diese dienten später unter der Aufsicht von Felix Klein als Grundlage für ein Buch über die geometrischen Vorlesungen Clebschs, das wissenschaftliche Freunde von Clebsch nach dessen Tod 1872 anregten. Felix Klein und Ferdinand Lindemann hörten die Vorlesungen Clebschs zur selben Zeit. Um mit Klein gemeinsam das Buch zu verfassen, folgte Lindemann Klein an die Universität Erlangen, wo er 1873 mit einer Arbeit über die Bewegung eines starren Körpers in einer nichteuklidischen Geometrie promovierte.
Nach einem Aufenthalt an der Polytechnischen Schule München und einer Studienreise nach England und Frankreich habilitierte sich Lindemann 1877 in Würzburg. Von dort folgte Lindemann einem Ruf nach Freiburg im Breisgau, wo er im selben Jahr als Nachfolger von Ludwig Kiepert eine außerordentliche Professur erhielt. 1879 wurde Lindemann Nachfolger von Johannes Thomae als ordentlicher Professor; ebenfalls in Freiburg. Aus dieser Zeit (1882) stammt sein Beweis, dass die Kreiszahl {\displaystyle \pi } eine transzendente Zahl ist (siehe Satz von Lindemann-Weierstraß); daraus folgte erstmals ein Beweis für die Unmöglichkeit der Quadratur des Kreises. Für diese Arbeit erhielt er im Jahre 1882 den Steiner-Preis der Preußischen Akademie der Wissenschaften. Lindemann bewies auch, dass {\displaystyle e^{\alpha }} für eine algebraische Zahl {\displaystyle \alpha } ungleich Null transzendent ist, woraus auch folgt, dass alle natürlichen Logarithmen algebraischer Zahlen ungleich 1 transzendent sind. Im Jahr 1884 wurde er zum Mitglied der Leopoldina gewählt.
Als Lohn für diese Entdeckung folgte ein Ruf an die Albertus-Universität nach Königsberg, den Lindemann am 1. Oktober 1883 annahm. Die dort betriebene Mathematik war im 19. Jahrhundert von weltweiter Bedeutung. Um Lindemann nach Königsberg zu bekommen, wurden außerordentliche Anstrengungen unternommen. So wurde Lindemann ein Extraordinariat zugesprochen, welches er mit Adolf Hurwitz besetzte, der aufgrund seiner jüdischen Abstammung Schwierigkeiten hatte, eine feste Universitätsstellung zu bekommen. 1892/93 war Lindemann Prorektor der Albertus-Universität Königsberg.
Lindemann heiratete in Königsberg die Schauspielerin am Meininger Staatstheater Lisbeth Küssner. Aus dieser Ehe gingen die Kinder Reinhard Lindemann (1889–1911) und Irmgard Lindemann (1891–1971) hervor. Lindemann übersetzte zusammen mit seiner Frau wissenschaftliche Werke fremder Sprache. Darunter war das Werk La Science et L'Hypothèse des französischen Mathematikers Henri Poincaré.
1893 wurde Lindemann an die Ludwig-Maximilians-Universität in München berufen, wo er den Rest seines Lebens blieb und in den Jahren 1904/05 das Amt des Rektors innehatte. Der Physiker und Nobelpreisträger Werner Heisenberg wollte ursprünglich eigentlich Mathematik studieren und stellte sich dazu in München bei Lindemann vor. Das forsche Vorgehen Heisenbergs und sein Interesse für mathematische Methoden in der modernen Physik führten jedoch dazu, dass Lindemann das Gespräch barsch mit dem Satz beendete: „Dann sind Sie für die Mathematik sowieso schon verdorben.“
Bekannt ist er auch durch die Vielzahl seiner Schüler, unter denen so große Namen wie David Hilbert, Hermann Minkowski, Arnold Sommerfeld, Martin Wilhelm Kutta und Fritz Cohn zu finden sind. Auf seine Anregung hin bot Friedrich Böhm erstmals Vorlesungen in Versicherungsmathematik an. Ferner setzte er sich für eine Modernisierung der Lehre in Deutschland ein, beispielsweise durch den Einsatz von Seminaren und aktuellen Forschungsergebnissen.
Seit 1895 war er ordentliches Mitglied der Bayerischen Akademie der Wissenschaften. 1905 erhielt er den Bayerischen Maximiliansorden für Wissenschaft und Kunst und 1918 wurde er durch die Verleihung des Ritterkreuzes des Verdienstordens der Bayerischen Krone geadelt.
Im Februar 1928 unternahm er im Auftrag des bayerischen Staates eine Forschungsreise nach Ägypten, deren Gegenstand die altägyptische Mathematik und Astronomie war. Anlässlich seines 80. Geburtstages wurde ihm 1932 die Ehrendoktorwürde der Albert-Ludwigs-Universität Freiburg verliehen.
Lindemann wurde auf dem Münchner Waldfriedhof beigesetzt (alter Teil, Grab 43-W-9).
Zu seinen Doktoranden gehörten David Hilbert, Hermann Minkowski, Oskar Perron, Max Otto Lagally, Otto Volk, Emil Hilb, Heinrich Wieleitner und Arnold Sommerfeld.

## Ehrungen
Ferdinand von Lindemann war Ehrendoktor der Wirtschafts- und Sozialwissenschaften der Universität München sowie Ehrendoktor der Rechtswissenschaft der Universität Oxford.
Die Stadt München benannte die Lindemannstraße in Untermenzing nach Ferdinand von Lindemann.